# Ung dam med tur
Ung dam med tur är en svensk svartvit dramafilm från 1941 i regi av Ragnar Arvedson. 

## Handling
Kontoristen Eva får veta att hon ärvt en förmögenhet i USA och sätter genast igång med att spendera pengar. Snart uppdagas att arvet har förskingrats och Eva råkar i penningknipa.

## Om filmen
Filmen hade Sverigepremiär den 29 september 1941 i Stockholm.

## Rollista, urval
- Sonja Wigert - Eva Bergfeldt
- Karl-Arne Holmsten - Hasse Nordgren
- Dagmar Ebbesen - moster Gullan
- Åke Ohberg - skeppsredare Fredrik Hall
- Elly Christiansson - Gunvor Hall
- Stina Hedberg - fru Märta Bergfeldt
- Hjördis Petterson - fröken Soläng
- John Botvid - kamrer Theobald
- Åke Johansson - Willy
- Torsten Winge - John
- Carl-Gunnar Wingård - Fingal
- Ruth Weijden - faster Ottila
- Hugo Björne - Kernell, advokat